# Keayodendron
Keayodendron bridelioides es una especie de planta de flores perteneciente a la familia Phyllanthaceae y la única especie del género  Keayodendron. Es originaria de Costa de Marfil, Ghana, Nigeria, Camerún y Gabón. 

## Sinonimia
- Casearia bridelioides Gilg & Mildbr. ex Hutch. & Dalziel, Bull. Misc. Inform. Kew 1928: 213 (1928).
- Drypetes sassandraensis Aubrév., Fl. Forest. Côte d'Ivoire 2: 48 (1936), no latin descr.[1]